# Les Chiboukis
Les Chiboukis est une émission de télévision jeunesse québécoise en 74 épisodes de 13 minutes réalisée par Guy Comeau, scénarisée par Pierrette Beaudoin, et diffusée du 3 janvier 1972 au 27 mai 1974 à la Télévision de Radio-Canada. Les personnages des Chiboukis ont originellement pris naissance dans la série La Souris verte.

## Synopsis
En compagnie de Pragma (Marie-Lou Dion) et du Rêveur (Mario Desmarais), une légion de petits extra-terrestres venus de l'arc-en-ciel et qui disposent du pouvoir fabuleux de se transformer à volonté, et étudient différents phénomènes physiques et les formes géométriques comme le rectangle, le cercle et le carré.

## Distribution
- Mario Desmarais : Rêveur, chant
- Marie-Lou Dion : Pragma
- Benoît Marleau : Rêveur (début de la série)
- Christiane Pasquier : Pragma (début de la série)

musiciens :
- Marie-Michèle Desrosiers : chant
- Robert Léger : direction musicale, claviers
- Michel Rivard : guitares
- Pierre Bertrand : basse
- Paul Cholette : batterie

Quatre des cinq musiciens de la bande sonore feront partie du groupe Beau Dommage (sans compter le parolier Huet, et Hinton qui remplace Léger quelques années plus tard).

## Fiche technique
- Scénariste : Pierrette Beaudoin
- Réalisation : Guy Comeau
- Société de production : Société Radio-Canada